# سونگجونگ چوسان
سونگ‌جونگ چوسان (به کره‌ای: 성종) (زاده ۲۰ اوت ۱۴۵۷ - درگذشته ۲۰ ژانویه ۱۴۹۴) نهمین پادشاه سلسله چوسان بوده‌است.
وی فرزند ناتنی یجونگ چوسان بوده که در سال ۱۴۶۹ میلادی پس از مرگ پدرش به سلطنت رسید، اما وی در سال ۱۴۹۴ میلادی درگذشت و فرزندش یونسانگون چوسان به قدرت رسید.

## خانواده
- پدر: یجونگ چوسان (예종) - ناتنی
- مادر: ملکه آنسون (۱۴۴۵ – ۲۳ دسامبر ۱۴۹۸) - ناتنی
- همسران و فرزندان:

1. ملکه گونگ‌هی (اکتبر ۱۱، ۱۴۵۶ – آوریل ۱۵، ۱۴۷۴[۱]) - بدون فرزند.[۲][۳]
2. ملکه یون معزول[۴][۵] (۱۴۴۵ – اوت ۱۶، ۱۴۸۲)[۶][۷]
  1. دو پسر
3. ملکه جونگ‌هیون[۸] (윤창년 정현왕후, ۱۴۶۲–۱۵۳۰)[۹]
  1. یک پسر، دو دختر
4. بانو مایئونگ (명빈 김씨)[۱۰]
  1. یک پسر
5. بانو کیم سوک-اویی (숙의 김씨)
  1. سه دختر
6. بانو جئونگ گئوم-یی (귀인 정금이), ? – مارس ۲۰، ۱۵۰۴[۱۱])[۱۲]
  1. دو پسر، یک دختر
7. بانو کوون گوی-این (귀인 권씨)
  1. یک پسر
8. بانو ئوم اینسوسا،[۱۳] (귀인 엄은소사, ? – مارس ۲۰، ۱۵۰۴[۱۱])[۱۴]
  1. یک دختر
9. بانو لی سوک-اویی (숙의 이씨) - بدون فرزند
10. بانوها سوک-اویی (숙의 하씨)[۱۵]
  1. یک پسر
11. بانو هونگ[۱۶] (숙의 홍씨, ?–?)[۱۷]
  1. شش پسر، سه دختر
12. بانو نام (숙의 남씨) - بدون فرزند
13. بانو شیم سوک-یونگ (숙용 심씨)
  1. دو پسر، دو دختر
14. بانو کوون سوک-یونگ (숙용 권씨)
  1. یک دختر
15. بانو یون سوک-وون (숙원 윤씨) - بدون فرزند